# Cordia hartwissiana
Cordia hartwissiana är en strävbladig växtart som beskrevs av Eduard August von Regel. Cordia hartwissiana ingår i släktet Cordia, och familjen strävbladiga växter. Inga underarter finns listade i Catalogue of Life.